# Référendum constitutionnel biélorusse de 2022
Le référendum constitutionnel biélorusse de 2022 a lieu le 27 février 2022 afin de permettre à la population de se prononcer sur plusieurs amendements de la Constitution de 1994.
Porté par le président Alexandre Loukachenko — fortement contesté à la suite de sa réélection controversée deux ans plus tôt —, le projet a pour principal objet la mise en place d'une Assemblée du peuple biélorusse aux pouvoirs étendus. Cette dernière permettrait notamment à Loukachenko de se maintenir indirectement aux commandes du pays lors d'un éventuel futur départ de la présidence.
Le projet de révision constitutionnelle est approuvé à une large majorité des suffrages exprimés. Il recueille également les votes positifs de plus de la moitié du total des inscrits sur les listes électorales, ce qui lui permet d'être validé.

## Contexte

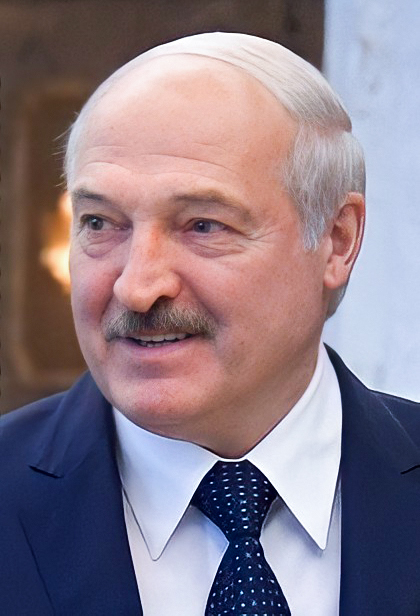
Alexandre Loukachenko

Le référendum constitue une réponse du président Alexandre Loukachenko aux importantes manifestations anti-gouvernementales qui ont agité le pays les deux années précédentes. À la tête du pays depuis 1994, Loukachenko dirige un régime autoritaire généralement qualifié de « dernière dictature d'Europe »,,.
Déjà précédées de manifestations de grande ampleur en 2005 et 2017, de nouvelles manifestations éclatent en 2020 en réaction à l'annonce par le président de sa candidature à un sixième mandat à l'élection présidentielle d'août 2020. La plupart des opposants sont empêchés de participer à l'élection ou emprisonnés, dont notamment Viktor Babariko et Sergueï Tikhanovski. Ce dernier est remplacé dans la course par sa femme Svetlana Tikhanovskaïa, qui devient rapidement la principale candidate de l'opposition.
Le mouvement s'intensifie à l'annonce des résultats, qui donne une large victoire au président sortant, Loukachenko ayant recueilli selon ces derniers un peu plus de 80 % des suffrages exprimés. D'importantes manifestations éclatent le soir du scrutin, tandis que les résultats sont récusés par les candidats d'opposition, dont Tikhanovskaïa, qui dénoncent des fraudes massives,,. Craignant pour sa sécurité, cette dernière fuit le pays pour la Lituanie voisine.
Le mouvement de protestation s'intensifie au cours des mois qui suivent, avant que la répression ne finisse par l'étouffer fin mars 2021. Le bilan est alors de quatre morts, cinquante disparus, plus d'un millier de blessés et plus de 35 000 arrestations,,,. L'investiture d'Alexandre Loukachenko a entretemps lieu le 23 septembre 2020 au cours d'une cérémonie tenue secrète, sans annonce préalable,.

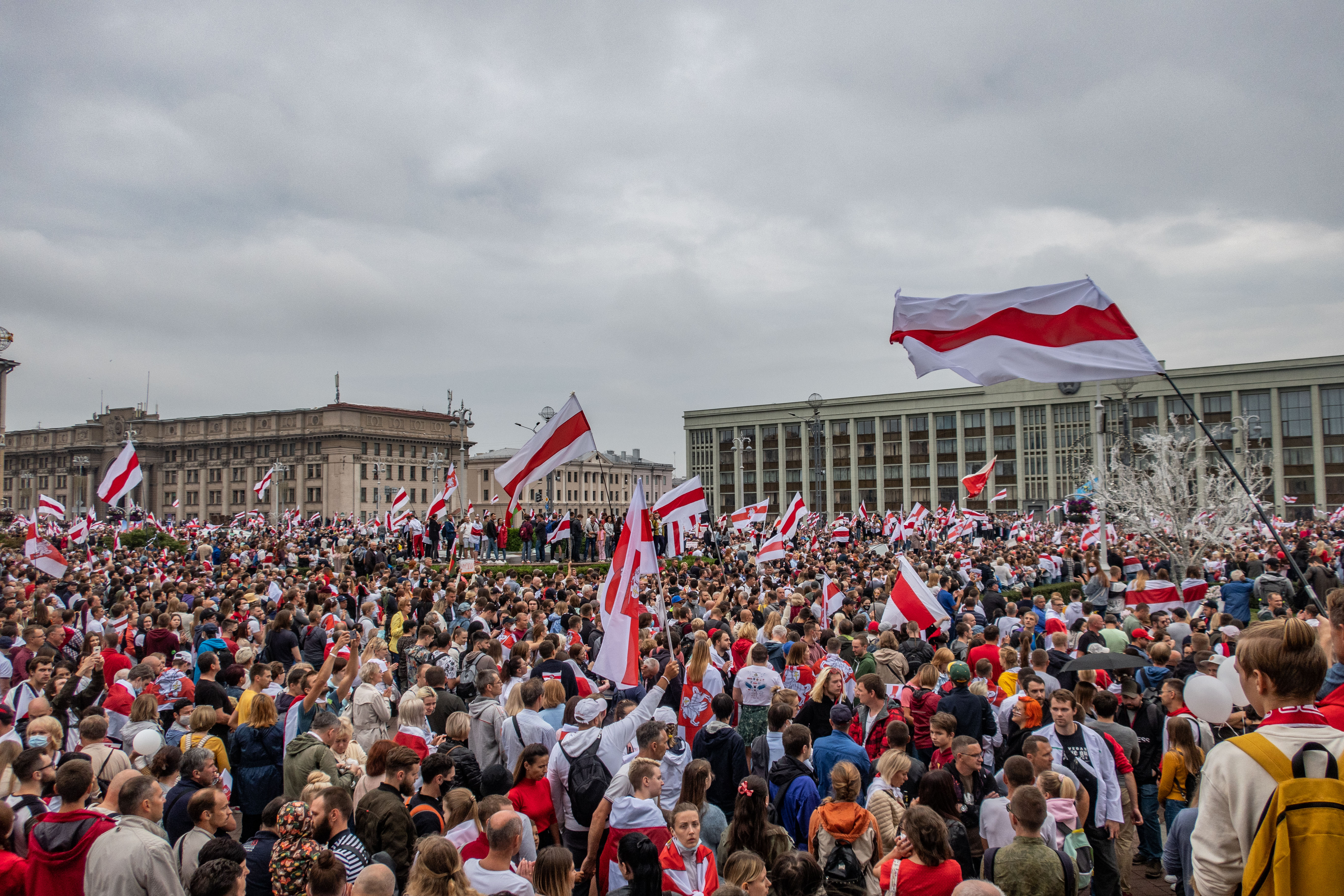
Manifestation du 23 août 2020 à Minsk.

En réponse aux manifestations, Loukachenko proclame dès janvier 2021 la mise en chantier de plusieurs amendements à la Constitution, annoncés pour la fin de l'année. Le 27 décembre, ceux-ci sont rendus publics par le gouvernement. Visant à apaiser la population tout en permettant au président de conserver sa mainmise du pouvoir, les amendements ont pour principale conséquence la mise en place d'un nouveau pouvoir parallèle à l'Assemblée nationale : l’Assemblée du peuple biélorusse. Dotée de nouveaux pouvoirs dont celui de démettre le président, cette dernière serait conçue non pas comme un contre-pouvoir au président Loukachenko mais au contraire comme une porte de sortie devant lui permettre, en en prenant la tête, de quitter à terme la présidence tout en exerçant un pouvoir de contrôle sur son successeur. Selon Svetlana Tikhanovskaïa, la réforme constitutionnelle « va laisser le dictateur sécuriser son pouvoir, contrôler la situation grâce à cette Assemblée du peuple bélarusse artificielle et échapper aux poursuites »,.
Des consultations publiques officiellement appelées « discussion populaire » sont organisées du 28 décembre 2021 au 18 janvier de l'année suivante, immédiatement suivies le 20 janvier par la validation du projet gouvernemental par Loukachenko, qui rend le texte définitif par décret et fixe la date du référendum au 27 février 2022. Au total, 83 articles de la Constitution de 1994 sont modifiés, tandis que onze autres et un chapitre entier sont ajoutés. Les électeurs ont la possibilité de recourir à un vote anticipé du 22 au 26 février,.

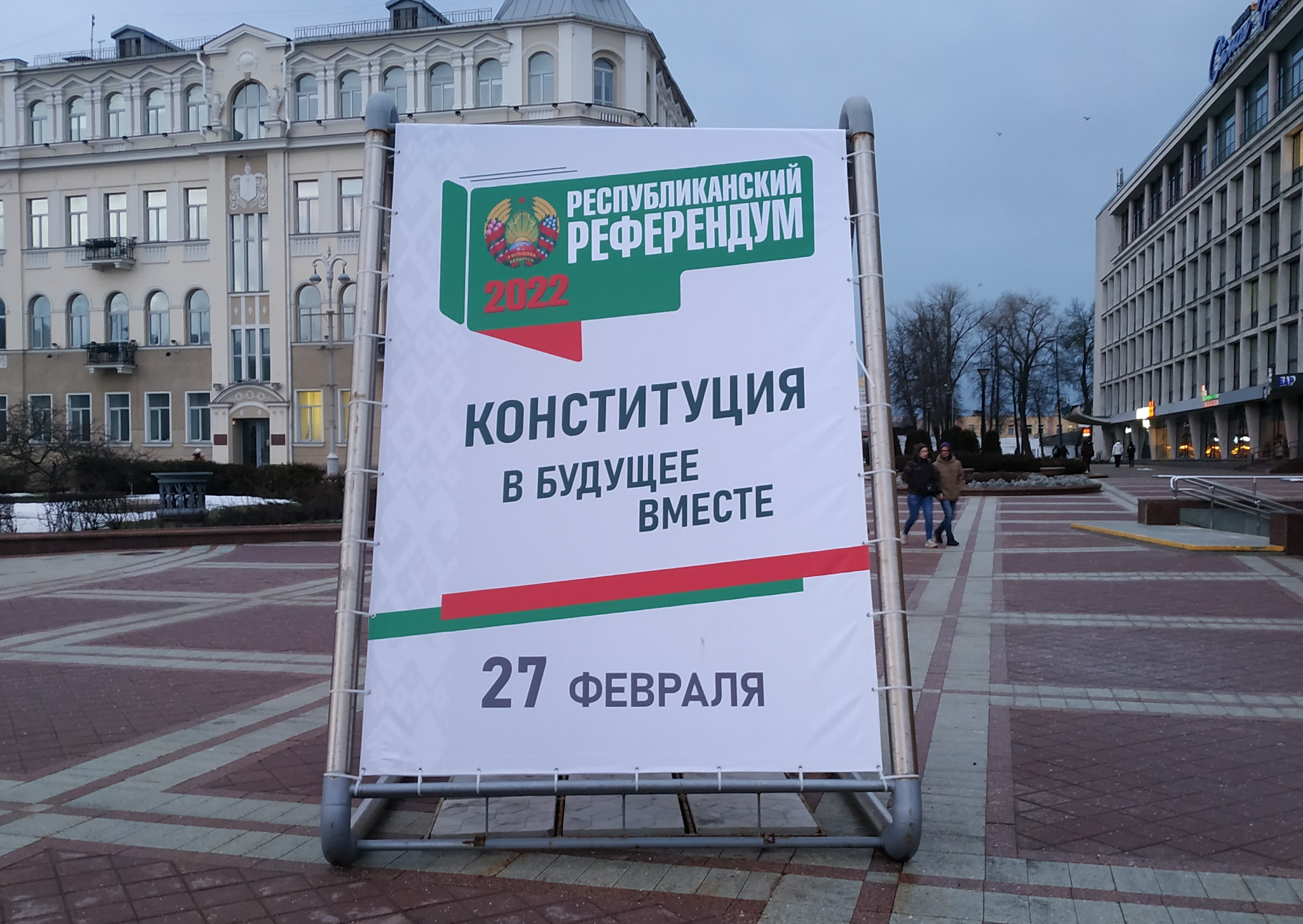
Panneau promouvant le référendum sur la place de l'Indépendance à Minsk.

Le référendum est obligatoire, l'article 140 de la Constitution de la Biélorussie imposant la tenue d'un référendum pour valider les révisions constitutionnelles concernant les chapitres I, II, IV et VIII. Ce même article impose pour en valider le résultat qu'une majorité absolue de l'ensemble des électeurs inscrits sur les listes électorales vote en faveur du projet,.
Le référendum intervient quelques jours après la fin annoncée des manœuvres militaires « Détermination de l’Union 2022 » organisées en Biélorussie pendant deux semaines dans le contexte de la crise russo-ukrainienne. Selon l’imagerie satellitaire, la participation des forces russes attendue est d’une ampleur inégalée depuis la fin de la guerre Froide. Le 24 février, la crise se transforme en guerre ouverte avec l'invasion de l'Ukraine par la Russie, dont une partie des troupes attaque depuis la Biélorussie. La révision constitutionnelle, si elle est approuvée, autoriserait notamment le déploiement d'armes nucléaires russes sur le territoire biélorusse,.

## Contenu

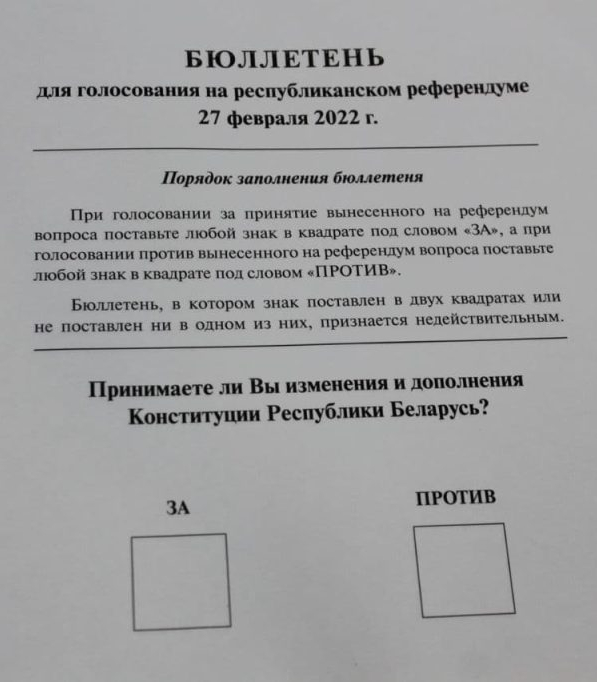
Bulletin de vote utilisé

La question posée est : « Acceptez-vous les amendements et les ajouts à la Constitution de la République de Biélorussie ? » (en biélorusse « Ці прымаеце Вы змены і дапаўненні Канстытуцыі Рэспублікі Беларусь? » ; en russe « Принимаете ли Вы изменения и дополнения Конституции Республики Беларусь? »)

### Assemblée du peuple biélorusse
Jusqu'ici consultative et réunie tous les cinq ans pour effectuer le bilan des plans quinquennaux, l'Assemblée du peuple biélorusse — Усебеларускі народны сход, littéralement Assemblée populaire de tous les Biélorusses — est dotée de véritables pouvoirs. Désignée explicitement comme le plus important organe de représentation de la République, elle représente à la fois le législatif, l’exécutif, le judiciaire, les conseils locaux et la société civile,.
Désormais réunie au minimum une fois par an, elle peut ainsi convoquer des référendums, soumettre des lois et des propositions d'amendements de la Constitution au Parlement, déclarer l'état d'urgence et la loi martiale. Elle nomme les juges des Cours suprême et constitutionnelle — rôle jusque là attribué au Conseil de la République — ainsi que les membres de la commission électorale, et peut se prononcer sur la légitimité d'une élection. L'Assemblée du peuple biélorusse détermine également les principes de la politique intérieure, extérieure, économique et sécuritaire du pays, et décide des opérations militaires à l'étranger sur proposition du président de la République. Elle dispose ainsi du pouvoir d'annuler les décisions de tout autre autorité « violant la sécurité de l’État »,,.
Enfin, l'Assemblée du peuple biélorusse peut révoquer le président de la République par un vote à la majorité simple, une prérogative jusque là réservée au Parlement,.
Elle est composée de 1 200 membres qui ne sont pas nécessairement des élus, mais avant tout des représentants des différents corps de la société civile. La méthode exacte de désignation des membres de l'Assemblée n'est pas explicitée dans les amendements, mais laissée à une future loi ordinaire,.
Les anciens présidents de la République ainsi que celui en exercice en sont membres de droit, et peuvent être élus à la présidence de l'Assemblée,.

### Président de la République
Le président de la République voit ses pouvoirs diminuer progressivement au cours d'une période de transition de deux ans. Ses décrets ne peuvent plus supplanter les lois, et le nombre de ses mandats est de nouveau restreint à un maximum de deux. Cette dernière disposition ne prend cependant pas en compte les mandats préalablement effectués ni celui en cours. Les candidats à une élection présidentielle se voient par ailleurs interdits de participer s'ils ont moins de quarante ans — contre 35 ans auparavant —, une double nationalité — une disposition entièrement nouvelle —, ou s'ils ont résidé à l'étranger dans les vingt années précédant le scrutin — contre dix ans auparavant —,,.
En cas de décès ou d'incapacité du président, l'intérim n'est plus exercé par le Premier ministre mais par le Conseil de sécurité, présidé par le président du Conseil de la République, la chambre haute du Parlement.
Un ancien président ne peut être inculpé pour les actions exercées au cours de ses mandats. Il devient par ailleurs membre à vie du Conseil de la République, ce qui lui apporte une immunité à vie.

### Parlement
Le mandat de la Chambre des représentants et du Conseil de la République qui composent l'Assemblée nationale passe de quatre à cinq ans. La Chambre et le Conseil ne peuvent par ailleurs plus être dissous au cours de la première ainsi que de la dernière année de leur législature, là où la Constitution de 1994 ne l'interdisait que pendant la première année.

### Société
Le patriotisme est un devoir de tout citoyen, qui doit par ailleurs contribuer au développement de la société et de l’État, et préparer ses enfants à effectuer un « travail socialement utile »,.
Le gouvernement a pour obligation de préserver la « vérité historique et la mémoire » des accomplissements du peuple biélorusse au cours de la Grande Guerre patriotique.
La Constitution définit explicitement le mariage comme une union entre un homme et une femme, interdisant toute possibilité de légalisation du mariage homosexuel.

### Relations extérieures
L'obligation faite au pays de ne pas détenir d'armes nucléaires sur son territoire, ainsi que l'obligation de neutralité du gouvernement, sont supprimées de la Constitution. En lieu et place, les « agressions militaires » contre d'autres pays à partir du territoire biélorusse sont interdites.
Les citoyens, ONG et gouvernements étrangers ne peuvent financer la préparation et l'organisation des élections.

### Révisions ultérieures
Les futures révisions de la Constitution par référendum ne nécessiteront plus que les votes favorables atteignent la majorité absolue du total des inscrits sur les listes électorales : celle des suffrages exprimés sera suffisante pour valider le résultat,.

## Critiques
Les projets d'amendements font l'objet de critiques de la part de l'opposition ainsi qu'à l'étranger.
Les principaux dirigeants de l'opposition, dont Svetlana Tikhanovskaïa et Pavel Latouchka appellent la population à boycotter le scrutin en rendant des bulletins délibérément nuls.
La commission de Venise estime notamment que les amendements « ne corrigent pas le fort déséquilibre des pouvoirs qui existe déjà dans la Constitution actuelle et l’aggraveront même ». La commission pointe également du doigt l'absence d'implication du Parlement dans l'élaboration des amendements, le caractère opaque du processus dans son ensemble, et l'absence manifeste de coopération entre le gouvernement et l'opposition en exil ainsi qu'avec la société civile lors de cette réécriture de la loi fondamentale du pays,.

## Résultat
| Choix               | Votants   | Votants | Inscrits | Inscrits |
| Choix               | Voix      | %       | %        | Quorum   |
| ------------------- | --------- | ------- | -------- | -------- |
| Pour                | 4 440 830 | 86,64   | 65,16    | ✔ 50 %   |
| Contre              | 684 946   | 13,36   | 10,05    |          |
|                     |           |         |          |          |
| Votes valides       | 5 125 776 | 95,64   | 75,21    |          |
| Blancs et invalides | 233 627   | 4,36    | 3,42     |          |
| Total des votants   | 5 359 403 | 100,00  | 78,63    |          |
|                     |           |         |          |          |
| Abstentions         | 1 456 264 |         | 21,37    |          |
| Inscrits            | 6 815 667 | 100,00  |          |          |

Répartition des suffrages exprimés :
| Pour 4 440 830 (86,64 %) |  | Contre 684 946 (13,36 %) |
| ▲                        |  |                          |
| Majorité absolue         |  |                          |

Répartition des inscrits :
| Inscrits pour (65,16 %) |  |  | Autres inscrits (34,84 %) |
| ▲                       |  |  |                           |
| Majorité absolue        |  |  |                           |

## Suites
Les résultats définitifs sont rendus publics le 3 mars : une large majorité des suffrages exprimés se prononcent en faveur du projet, et le résultat positif est validé par l'obtention de la majorité des inscrits. La révision de la Constitution entre en vigueur le 15 mars 2022.